# Beselich
Beselich är en kommun och ort i Landkreis Limburg-Weilburg i Regierungsbezirk Gießen i förbundslandet Hessen i Tyskland. Kommunen bildades 30 december 1970 genom en sammanslagning av de tidigare kommunerna Heckholzhausen, Niedertiefenbach, Obertiefenbach och Schupbach.